# Iron Will
Albums de Grand Magus
Wolf's Return
(2005) Hammer of the North
(2010)
Iron Will est le quatrième album du groupe suédois de heavy metal Grand Magus, publié le 9 juin 2008 par Rise Above Records en Europe et le 24 juin 2008 par Candlelight Records aux États-Unis.

## Liste des chansons
Toutes les chansons sont écrites et composées par Grand Magus.
| No | Titre                          | Durée |
| -- | ------------------------------ | ----- |
| 1. | Like the Oar Strikes the Water | 3:13  |
| 2. | Fear Is the Key                | 3:31  |
| 3. | Hövding                        | 0:39  |
| 4. | Iron Will                      | 5:01  |
| 5. | Silver into Steel              | 4:15  |
| 6. | The Shadow Knows               | 5:35  |
| 7. | Self Deceiver                  | 4:49  |
| 8. | Beyond Good and Evil           | 5:15  |
| 9. | I Am the North                 | 9:01  |